# Cécile Tormay

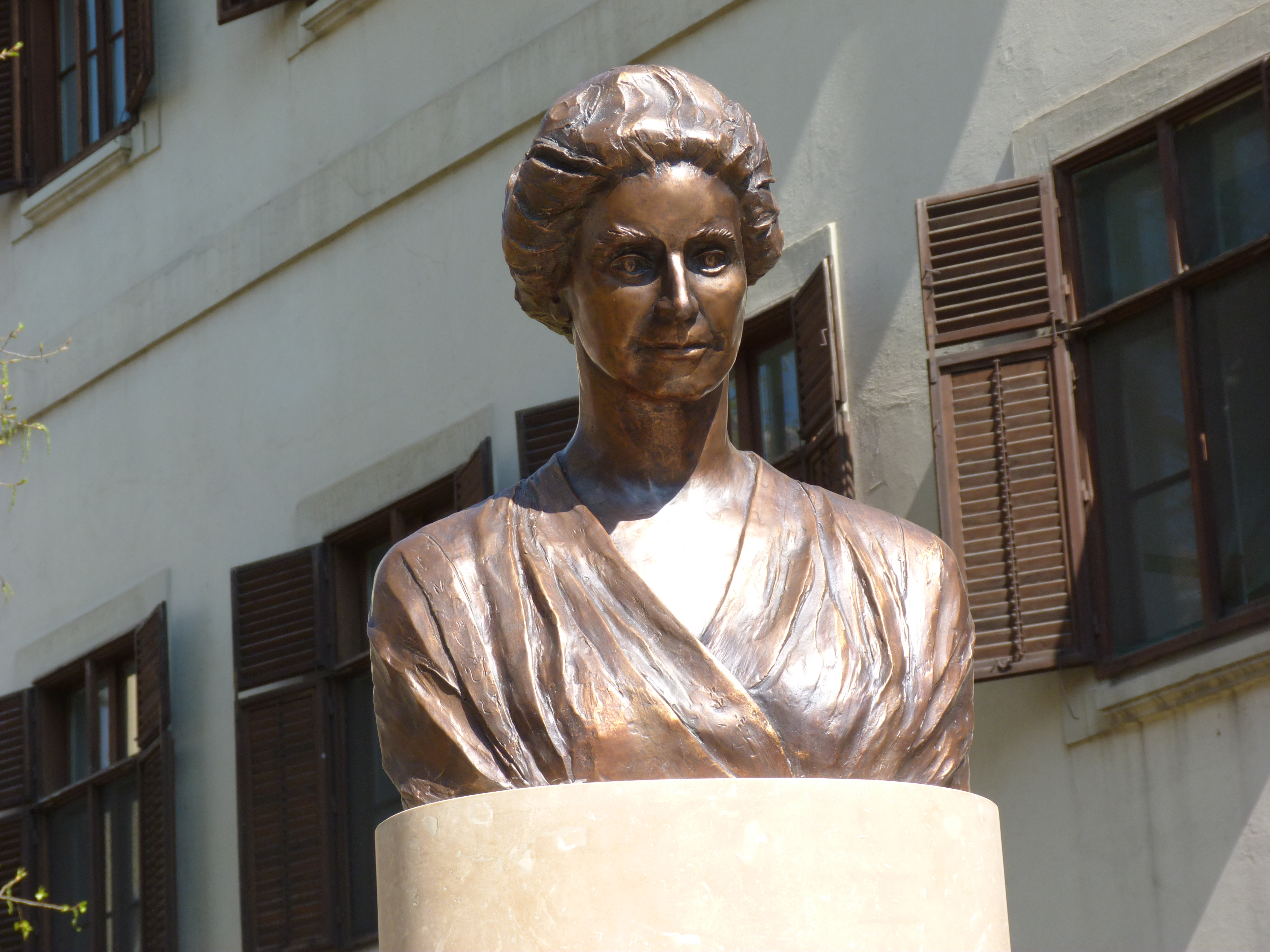
Escultura recordant C. Tormay, Budapest

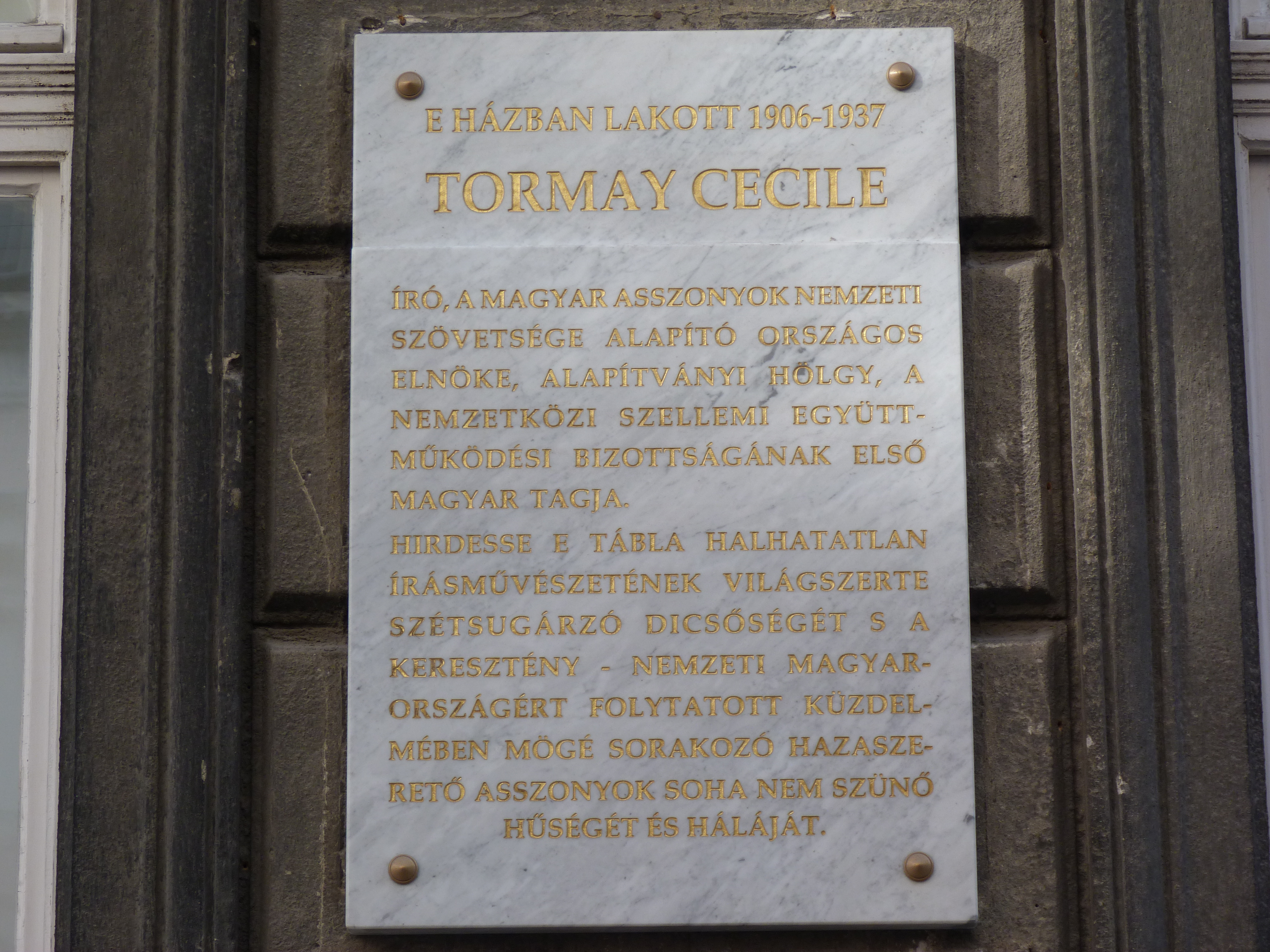
Placa recordant C. Tormay

Cécile Tormay (Budapest, 8 d'octubre de 1876-Mátraháza, 2 d'abril de 1937) fou una escriptora hongaresa.[1]
Antisemita,[2][3] defensora d'un feminisme de tints nacionalistes, d'ideologia conservadora,[2][3] fou autora de novel·les com Stonecrop (1922)[4] o A régi ház,[5] entre d'altres. Al 1923 publica An Outlaw's Diary, una crònica de la revolució hongaresa de 1918 i el posterior règim soviètic al país, dividida en dos volums: Revolution[7][8][9] i La Commune (1923).[10][11][12] La proposaren al Premi Nobel de Literatura al 1936.[13]